# تخت فولاد
تخت فولاد أو مقبرة لسان الأرز (الفارسية: تخته فولاد) هي مقبرة تاريخية إسلامية تقع في مدينة أصفهان، في محافظة أصفهان في إيران. وهي مُجمع جنائزي كبير يضم العديد من الأضرحة التاريخية والمساجد والتكايا والمقابر الفرعية والمقابر المستقلة. ويُقدر أن المقبرة أُنشئت في القرن 10 م، وقد تطوّرت عمارتها كثيرًا في العصر الصفوي فأصبحَت ذات خصائص معمارية صفوية.
أُضيفَت المقبرة إلى قائمة التراث الوطني الإيراني في 15 حزيران 1996 وتديرها منظمة التراث الثقافي والحرف اليدوية والسياحة في إيران.

## التاريخ
الأصول الدقيقة للمقبرة غير معروفة، لكن بعض المؤرخين الأوروبييت افترضوا أنها قد تكون ذات أصول ما قبل الإسلام. في عهد الإلخانات المغولية في القرن الرابع عشر، بُني ضريح بابا ركن الدين الشيرازي، وسُميت المقبرة باسمه. أصبحت المقبرة بعد ذلك مكانًا لتجمعات الدراويش الصوفية.

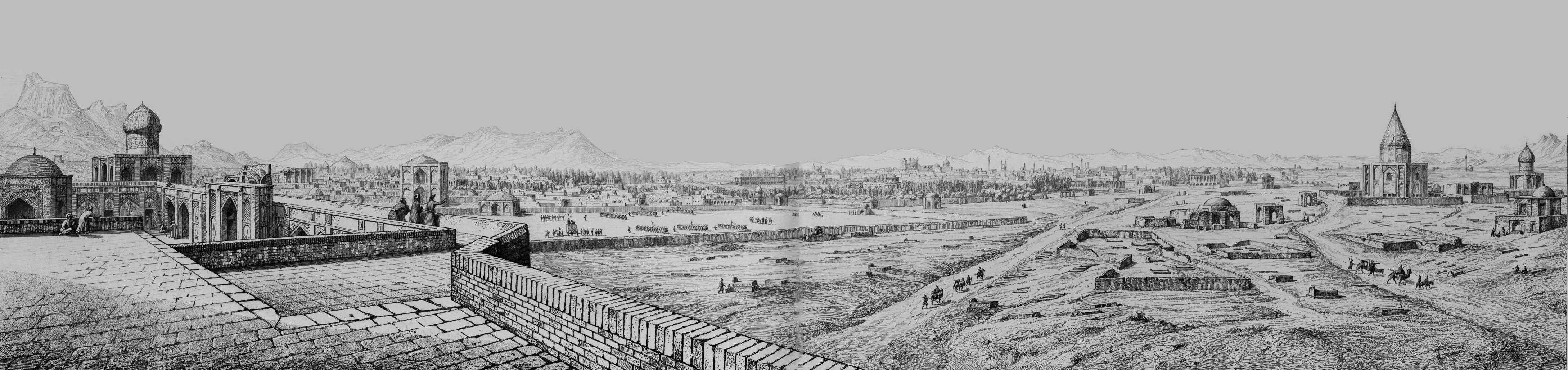
بانوراما للمقبرة في القرن التاسع عشر التقطها باسكال كوستي، نُشرت عام 1840

وُسعَت المقبرة في العصر الصفوي، تحت حكم شاه سليمان الأول. ولكن في وقت لاحق خلال حكم الشاه الصفوي سلطان حسين، هُدمَت العديد من الأضرحة من العصر الإيلخاني، بأمر من محمد باقر المجلسي، شيخ الإسلام الذي كان من حاشية الحاكم. كما مُنع الصوفيون ودراويشهم من زيارة المقبرة، سواء كانوا شيعة أم سنة. خلال حكم نادر شاه أفشار، تم تجاهل المقبرة إلى حد كبير، باستثناء عدد قليل من المدافن.
في عهد القاجاريين، قام فتح علي شاه القاجار ببناء تكية في المقبرة، والتي خصصها لوالدته. ومع ذلك، في القرن العشرين، قام مسعود ميرزا ظل سلطان، أمير القاجار الذي حكم أصفهان، بهدم العديد من المباني التي تعود إلى العصر الصفوي في المقبرة. وفي وقت لاحق، في ثمانينيات القرن العشرين، أُنشئَت مقبرة فرعية حول قبر رجل الدين أبو الحسن شمس آبادي، وفي المقبرة دُفن أولئك الذين قتلوا في تفجير هفت تير والثورة الإيرانية.
في عهد الدولة البهلوية، أصبحت المقبرة ممتلئة. وبعد ذلك مُنع السكان المحليون من إجراء أي عمليات دفن أخرى. ومع ذلك، فقد سُمح لهم بزيارة المواقع الموجودة في المقبرة.

## المعالم في المقبرة

### ضريح بابا ركن الدين
بابا ركن الدين الشيرازي كان أحد أبرز الصوفيين الفرس في القرن الرابع عشر. تُوفي سنة 1367، وبُني الضريح في عهد الإلخانيين. وقد سقط في حالة سيئة في وقت لاحق ورُمم خلال العصر الصفوي في عهد الشاه عباس الأول. وهو المبنى الوحيد من العصر الإيلخاني الذي بقي حتى يومنا هذا.

### ضريح خاتون آبادي
أحد مباني التكية الموجودة في المقبرة. وقد دُفن هناك رجال دين ينتمون إلى عائلة خاتون آبادي، ومن الأمثلة على ذلك محمد حسين خاتون آبادي، وهو عالم حديث شيعي. يوجد قبو صغير أسفل القبر، ويُعتقد أنه المكان الذي عُزل فيه الخاتونابادي المائل إلى الزهد نفسه ومارس التأمل.

### ضريح مير فيندريسكي
مكان دفن العالم الصوفي الشهير في العصر الصفوي مير فندريسكي. يوجد على قبره حجر تذكاري يحمل تاريخ 1640، وهو العام الذي توفي فيه. وبجانب القبر يظهر على جدار المكان غزل للشاعر حافظ بخط النستعليق المصنوع من الجص خطّه مير عماد الحسني.

### ضريح آغا حسين الخنصري
كان آغا حسين خنساري عالمًا وباحثًا مؤثرًا للغاية في بلاط الحاكم الصفوي سليمان الأول. تعلوه قبة واحدة، وهو الضريح الوحيد في المقبرة الذي بُني لعالم أو مهندس.

### مسجد ركن المُلك
1. 1 2   https://www.iribnews.ir/fa/news/1997632/تخت-فولاد-اصفهان-ميراث-گرانسنگ-ملي-اسلامي. {{استشهاد ويب}}: |url= بحاجة لعنوان (مساعدة) والوسيط |title= غير موجود أو فارغ (من ويكي بيانات) (مساعدة)
2. 1 2  "قبرستان تخت فولاد". Kojaro (بالفارسية). مؤرشف من الأصل في 2025-01-19.
3. 1 2 3 4 5 6 7 8  گورستان تخت فولاد؛ تاریخچه + راه های دسترسی - مجله مِستر بلیط. mrbilit.com (بfa-IR). 28 Dec 2022. Archived from the original on 2025-01-19. Retrieved 2023-12-04.{{استشهاد ويب}}:  صيانة الاستشهاد: لغة غير مدعومة (link)
4. 1 2 3 4 5  گورستان تخت فولاد؛ تاریخچه + راه های دسترسی - مجله مِستر بلیط. mrbilit.com (بfa-IR). 28 Dec 2022. Archived from the original on 2025-01-19. Retrieved 2023-12-04.{{استشهاد ويب}}:  صيانة الاستشهاد: لغة غير مدعومة (link)گورستان تخت فولاد؛ تاریخچه + راه های دسترسی - مجله مِستر بلیط. mrbilit.com (in Persian). 28 December 2022. Retrieved 4 December 2023.
5. ↑  قطعه های گلستان شهدا. sahebnews.ir (بالفارسية). مؤرشف من الأصل في 2024-12-28. اطلع عليه بتاريخ 2023-11-10.
6. ↑  "Bābā Rukn al-Dīn Shīrāzī". Encyclopaedia Islamica. DOI:10.1163/1875-9831_isla_com_0000009. اطلع عليه بتاريخ 2023-11-10.
7. ↑  Mahdawi. Tadhkirat al-qubūr. ص. 153.
8. 1 2  Yaghoubi, Hosseyn (2004). Beheshti, Arash (المحرر). Rāhnamā ye Safar be Ostān e Esfāhān [Travel Guide for the Province Isfahan] (بالفارسية). Rouzane. ص. 121. ISBN:964-334-218-2.Yaghoubi, Hosseyn (2004). Beheshti, Arash (ed.). Rāhnamā ye Safar be Ostān e Esfāhān [Travel Guide for the Province Isfahan] (in Persian). Rouzane. p. 121. ISBN 964-334-218-2.
9. 1 2  "قبرستان تخت فولاد". Kojaro (بالفارسية). مؤرشف من الأصل في 2025-01-19."قبرستان تخت فولاد". Kojaro (in Persian).
10. ↑  Yaghoubi, Hosseyn (2004). Beheshti, Arash (المحرر). Rāhnamā ye Safar be Ostān e Esfāhān [Travel Guide for the Province Isfahan] (بالفارسية). Rouzane. ص. 121. ISBN:964-334-218-2.

وكان يُعرف سابقًا باسم مسجد الأقصى، تيمنًا بالمسجد الأقصى الذي في القُدس. بُني المسجد في العصر القاجاري، ويقع على حافة مقبرة تخت فولاد. يحتوي المسجد على غرفة تحتوي على قبري كل من ركن الملك وزوجته، وتقع بالقرب من المدخل، بالإضافة إلى ضريح لرجال الدين من عائلة كالباسي.

### محمد جعفر آبادي تكية
أنشأها نائب الملك القاجاري، ركن المُلك، المسمى على اسم العالم الشيعي محمد جعفر عبادي. يقع بجوار مسجد ركن المُلك.

## مقبرة غلستان الشهداء
هذه المقبرة الفرعية الأصغر ملحقة بمقبرة تخت فولاد. المقبرة هي المكان الذي دُفن فيه العديد من الشهداء، ومن هنا جاء اسم الشهداء. ومن أوائل المدافن في المقبرة قبر أبو الحسن الشمس آبادي. كما دُفن أولئك الذين قُتلوا في تفجير هفت تير عام 1981، وأولئك الذين تُوفّوا أثناء الثورة الإيرانية هنا أيضًا.
يوجد داخل المقبرة أيضًا نصب تذكاري يُنسب إلى النبي يوشع إلا أنه لا يوجد دليل على أنه دُفن هناك، والنصب بسبب اعتقاد بعض العلماء السنة في العصور الوسطى أن يوشع دُفن هناك.

## معرض الصور

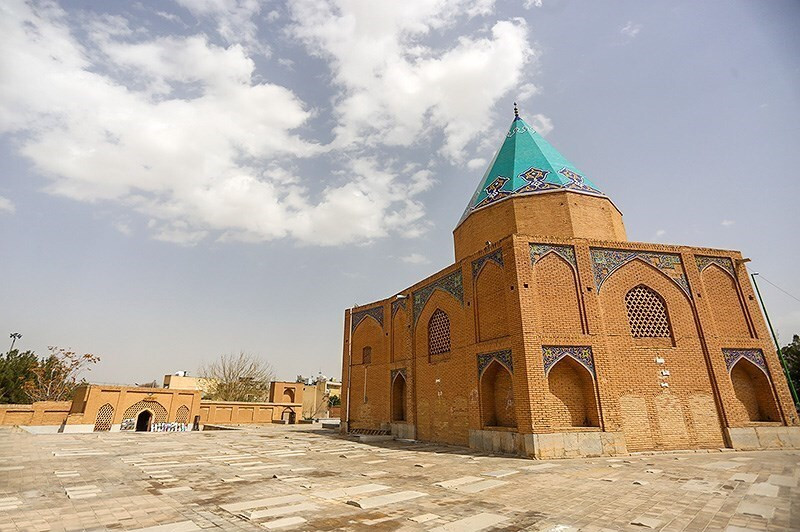
ضريح بابا ركن الدين
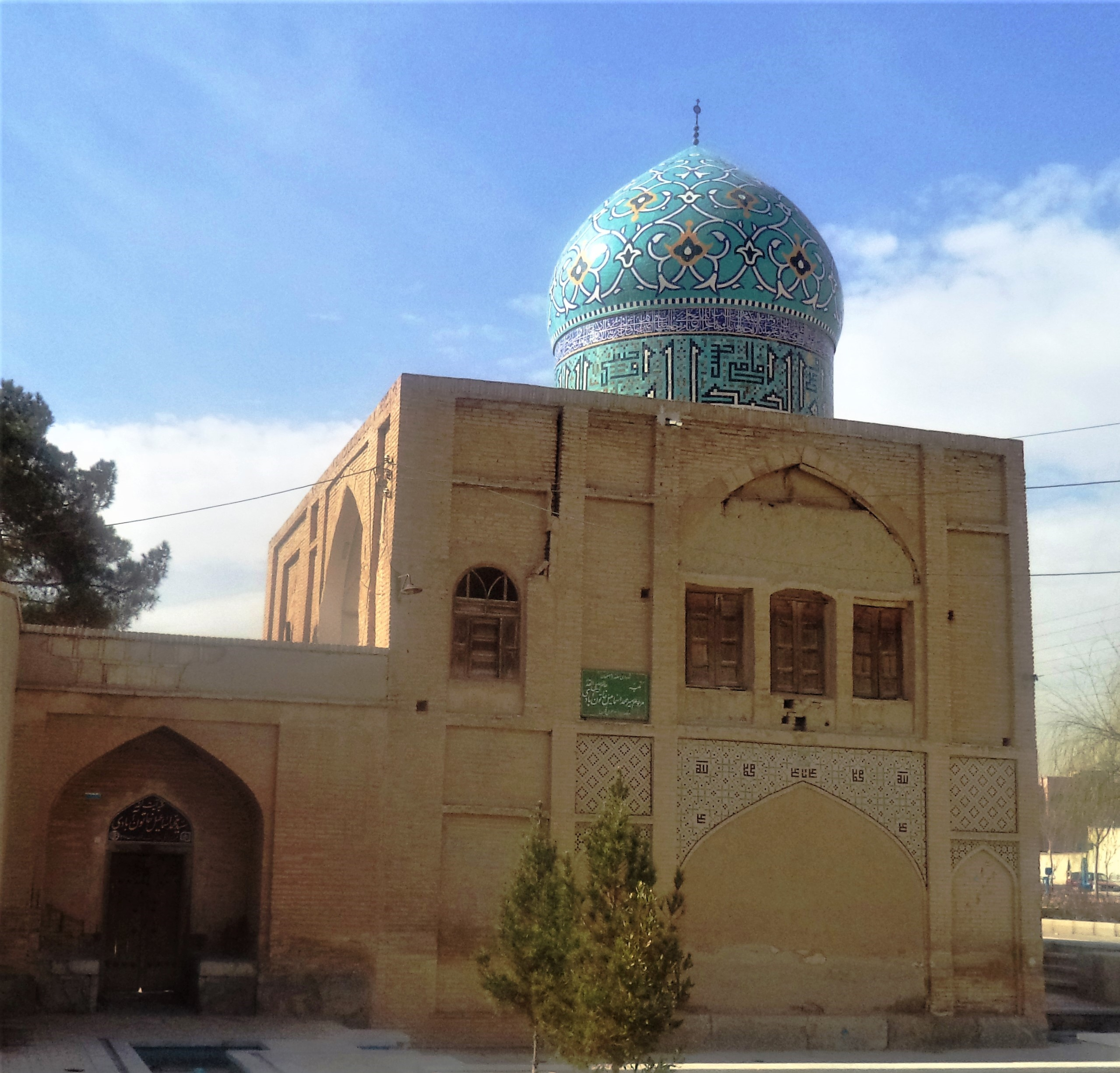
الضريح والتكية التي تضم رفات عائلة خاتونابادي
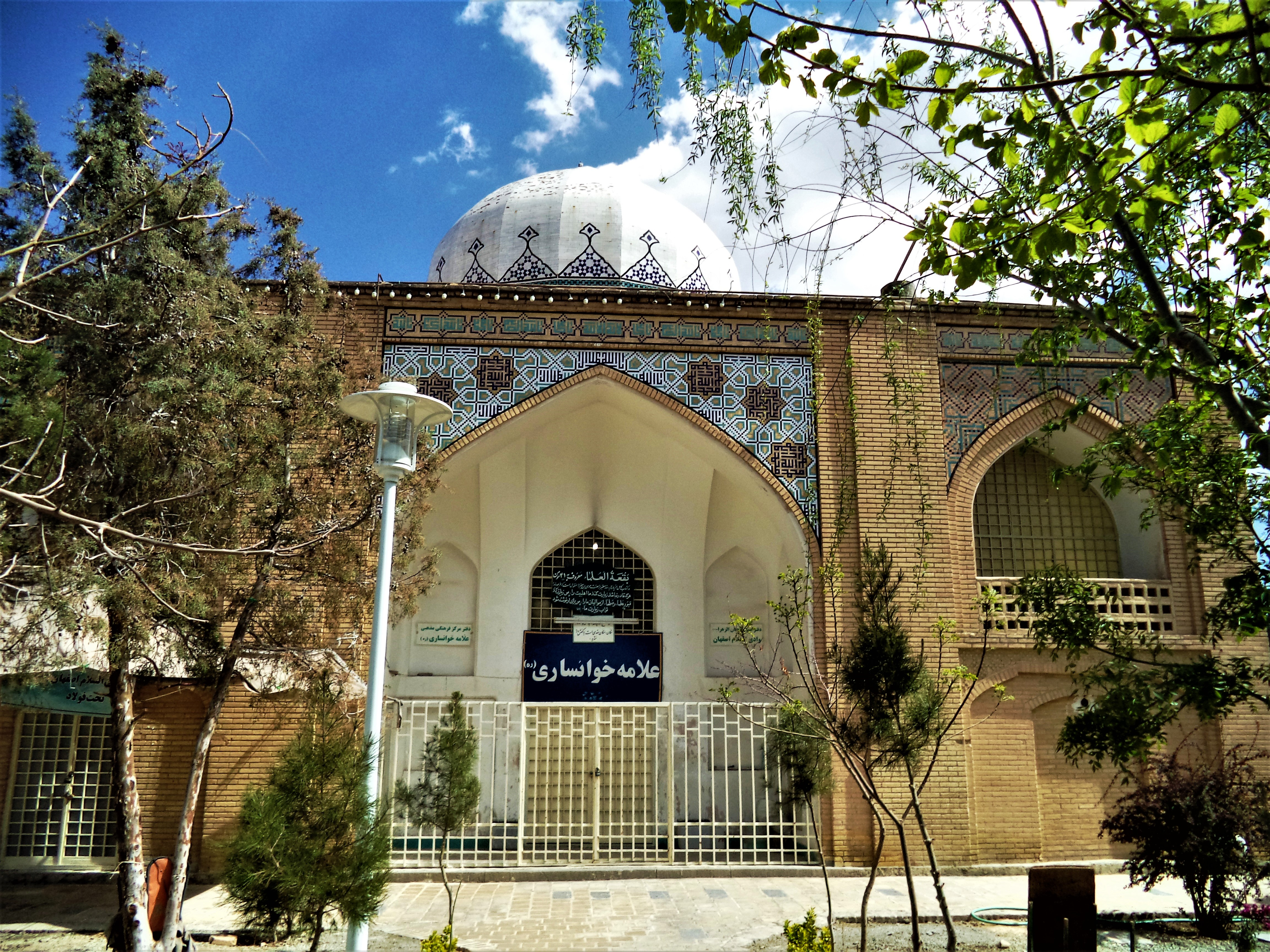
ضريح آغا حسين الخنصري
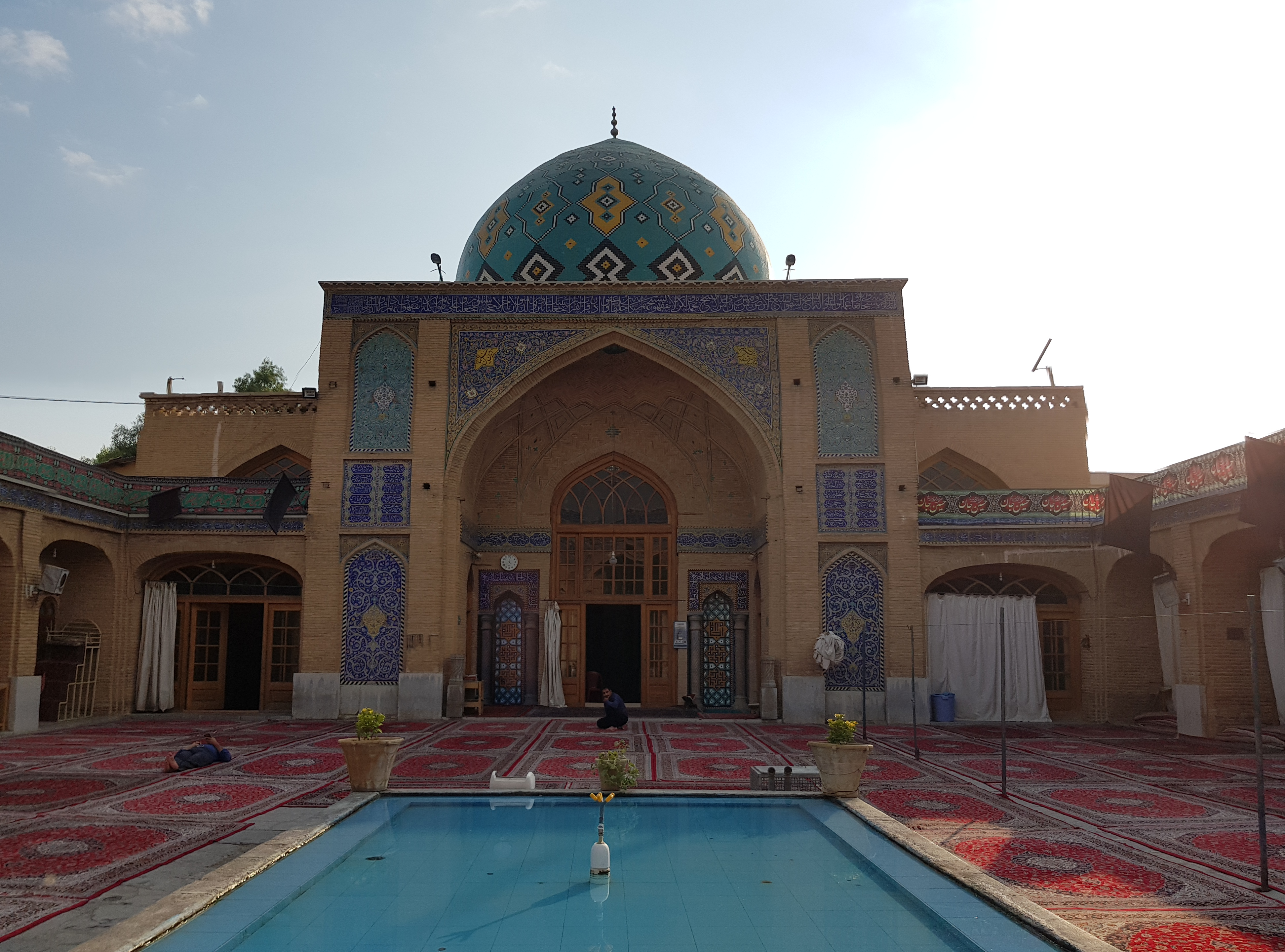
مسجد ركن المُلك
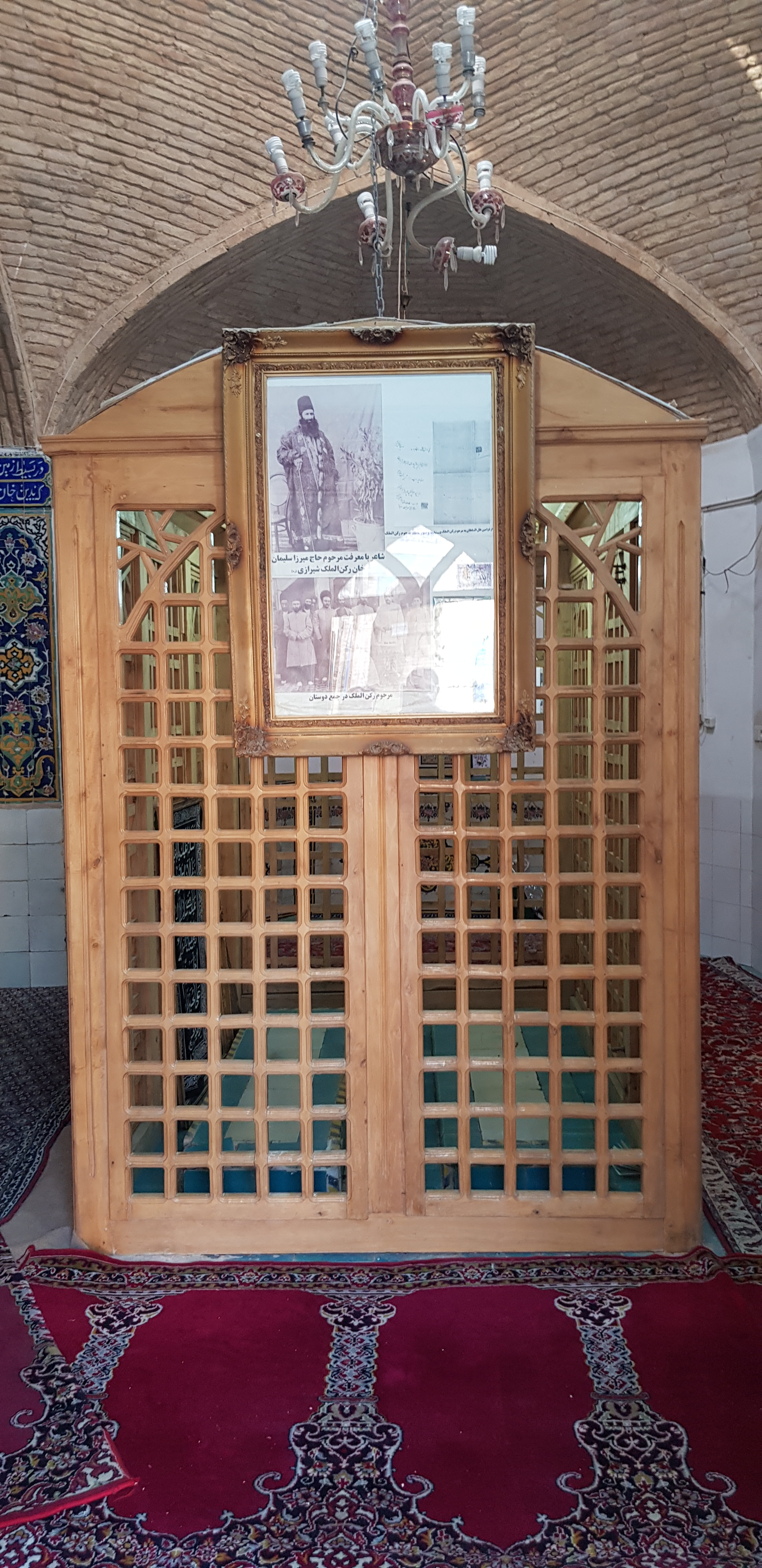
قبر روكنولملك داخل المسجد
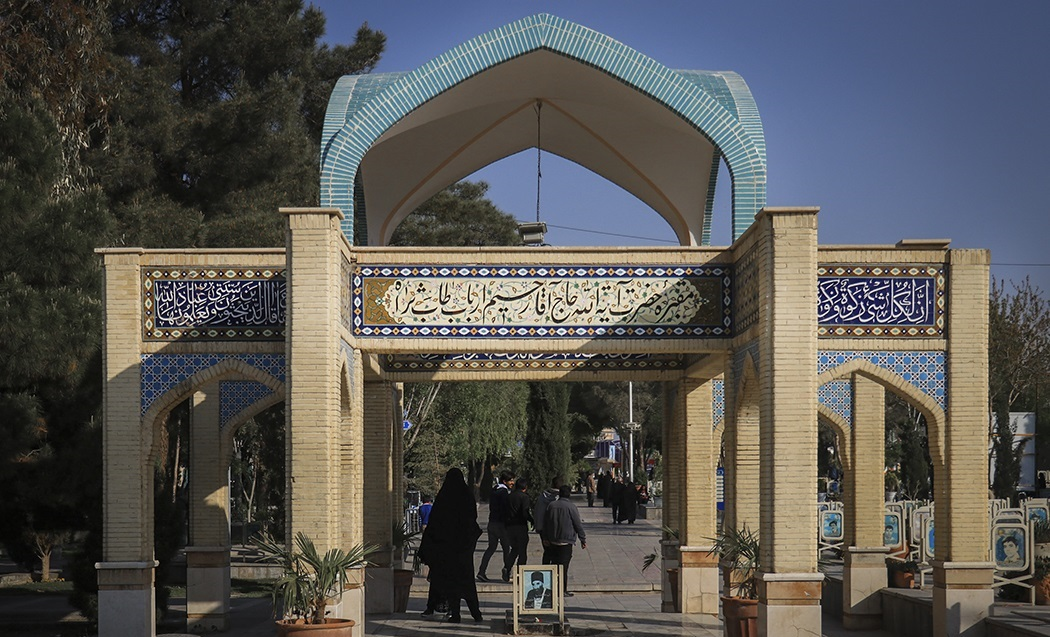
مدخل مقبرة غلستان الشهداء

## طالع أيضًا
- قائمة المباني التاريخية في أصفهان
- قائمة الأضرحة في إيران

## روابط خارجية
1. ↑  رکن الملک (سلیمان) (بالفارسية). مؤرشف من الأصل في 2025-02-03.
2. ↑  "تاريخچه گلستان شهدا" (بالفارسية). مؤرشف من الأصل في 2016-09-05.
3. 1 2  خبرگزاری فارس - تخت فولاد؛ قدیمی‌ترین قبرستان بعد از وادی‌السلام+تصاویر (بالفارسية). 19 مارس 2013. مؤرشف من الأصل في 2023-12-12. اطلع عليه بتاريخ 2023-12-04.
4. ↑  قطعه های گلستان شهدا. sahebnews.ir (بالفارسية). مؤرشف من الأصل في 2024-12-28. اطلع عليه بتاريخ 2023-11-10.قطعه های گلستان شهدا. sahebnews.ir (in Persian). Retrieved 10 November 2023.
5. ↑  تجمع در اعتراض به ساخت‌وساز در گلستان شهدای اصفهان (بالفارسية). 28 مايو 2015. مؤرشف من الأصل في 2024-12-28. اطلع عليه بتاريخ 2023-11-10.